# NOK (企業)
NOK株式会社（エヌオーケー、NOK Corporation）は東京都港区に本社を置く自動車部品、電子部品等を製造・販売する総合部品メーカー。

## 概要
独立系自動車部品メーカーの中では大手で、国内の完成車メーカー12社全てと取引の実績がある。主力の自動車用オイルシールは国内で70%のシェア、海外を含めても50%のシェアを誇る。Oリングでも80%の国内シェアがある。他に携帯電話、HDD用のフレキシブルプリント基板（FPC）においても40%の国内シェアがあり、子会社の日本メクトロンが製造・販売している。
海外売上高比率は40%ほどであり、ベトナム、タイなどにシール生産拠点、中国などにFPC生産拠点を構える。新事業としてプリンタなど事務機に用いられるロールの製造を強化するため、2007年に子会社シンジーテックを立ち上げた。

## 沿革
- 1939年 - 江戸川精機株式会社設立。
- 1941年 - 日本ベアリング製造株式会社設立。
- 1942年 - 日本ベアリング製造株式会社の商号を日本ユーシー工業株式会社に変更。江戸川精機株式会社の商号を東京油止工業株式会社に変更。
- 1944年 - 日本ユーシー工業株式会社の商号を日本油止工業株式会社に変更。
- 1948年 - 東京油止工業株式会社の商号を東京オイルシール工業株式会社に変更。
- 1951年 - 東京オイルシール工業株式会社が日本油止工業株式会社を合併。商号を日本オイルシール工業株式会社に変更。
- 1954年 - 本社を東京都大田区に移転。
- 1960年 - 西ドイツフロイデンベルグ社と資本提携。神奈川県藤沢市に藤沢工場を建設。
- 1961年 - 東京証券取引所第二部上場。本社を東京都中央区に移転。
- 1962年 - 東京証券取引所第一部上場。
- 1963年 - 佐賀県中原町（現在のみやき町）に佐賀工場を建設。
- 1964年 - 子会社日本シールオール株式会社（現在のイーグル工業株式会社、持分法適用関連会社）を設立。
- 1966年 - 本社を東京都港区(正和ビル)に移転。
- 1967年 - 静岡県相良町（現在の牧之原市）に静岡工場を建設。
- 1968年 - 福島県福島市に福島工場を建設。
- 1969年 - 子会社日本メクトロン株式会社を設立。
- 1970年 - 熊本県阿蘇町（現在の阿蘇市）に熊本工場を建設。
- 1973年 - シンガポールに子会社シンガポールオイルカンパニーを設立。子会社正和化成株式会社を設立。
- 1974年 - 静岡県小笠町（現在の菊川市）に東海工場を建設。
- 1976年 - 子会社日本クリューバー株式会社(現在のNOKクリューバー株式会社)を設立。
- 1979年 - 正和化成株式会社を日本メクトロン株式会社に吸収合併。
- 1982年 - 関連会社イーグル工業株式会社が東京証券取引所に上場。
- 1985年 - エヌオーケー株式会社に商号変更。
- 1987年 - 福島県二本松市に二本松工場を建設。
- 1989年 - 子会社 EG&G オプトエレクトロニクス株式会社を設立。米国ミシガン州にフロイデンベルグ社との合弁会社フロイデンベルグ－ G.P.(FNGP)を設立。茨城県つくば市に筑波技術研究所を建設。
- 1992年 - フロイデンベルグの子会社 長春フロイデンベルグに資本参加。以降中国進出を本格化。
- 2000年 - インドに関係会社シグマ・フロイデンベルグを設立。
- 2002年 - 子会社メクトロン株式会社がユニマテック株式会社を新設分割。中華人民共和国に子会社メクテックマニュファクチャリング Corp.蘇州Ltd.を設立。
- 2003年 - 石野ガスケット工業株式会社を子会社化。
- 2004年 - 北辰工業株式会社を子会社化。
- 2005年 - 日東工業株式会社を子会社化。筑波技術研究所・藤沢工場を閉鎖し、藤沢工場跡地に湘南開発センターを建設。
- 2007年 - 北辰工業と日東工業を合併させ、シンジーテック株式会社を設立。
- 2009年 - 茨城県北茨城市にある子会社の正和薬品工業株式会社を閉鎖。
- 2010年 - 佐賀工場を閉鎖。福島県二本松市の樹脂パッキン事業部をユニマテック株式会社の加工品事業と統合し、茨城県北茨城市に樹脂ウレタン事業部を開設。
- 2013年 - 子会社シンジーテック株式会社を会社分割し、分割継承会社をシンジーテック株式会社とし、分割会社をSBC株式会社と社名変更。
- 2018年 - 本社事業所が入居していた「正和ビル」建て替えに伴い、本社事業所を三田へ移転。茨城県つくば市の日本メクトロン株式会社南茨城事業場跡地につくば事業場を開設。
- 2020年 - 新「正和ビル」完成に伴い、本社事業所を港区芝大門へ戻す。
- 2023年 - 精密樹脂部品製造会社エストー株式会社を子会社化。
- 2024年4月3日 - 佐藤可士和のデザインによるコーポレートアイデンティティを策定[1]。

## 所在地
- 本社 - 東京都港区
- 湘南開発センター（藤沢事業場） - 神奈川県藤沢市
- 福島事業場 - 福島県福島市
- 二本松事業場 - 福島県二本松市
- 北茨城事業場 - 茨城県北茨城市
- 静岡事業場 - 静岡県牧之原市
- 東海事業場 - 静岡県菊川市
- 鳥取事業場 - 鳥取県西伯郡南部町
- 熊本事業場 - 熊本県阿蘇市
- 水戸支店 - 茨城県水戸市
- 宇都宮支店 - 栃木県宇都宮市
- 熊谷支店 - 埼玉県熊谷市
- 東京支店／電子支店 - 東京都港区
- 松本支店 - 長野県松本市
- 神奈川支店 - 神奈川県海老名市
- 富士支店 - 静岡県富士市
- 浜松支店 - 静岡県浜松市
- 安城支店 - 愛知県安城市
- 名古屋支店 - 愛知県名古屋市
- 大阪支店 - 大阪府大阪市
- 広島支店 - 広島県広島市
- 福岡支店 - 福岡県福岡市

## 関連会社
- フロイデンベルグ（Freudenberg Gmbh ） - 4,345万株を保有する最大株主であり、提携会社。
- イーグル工業
- メクテック
- シンジーテック
- NOKクリューバー
- ユニマテック
- 株式会社エストー